# مارتانو
مارتانو (به ایتالیایی: Martano) یک کومونه در ایتالیا است که در استان لچه واقع شده‌است.

## خصوصیات
مارتانو ۲۱ کیلومترمربع مساحت و ۹٬۵۷۳ نفر جمعیت دارد و ۹۲ متر بالاتر از سطح دریا واقع شده‌است.